# Cittadella (Werona)
Cittadella – dzielnica historyczna Werony, zawarta w pierwszym okręgu. Dzielnica jest zamieszkana przez 7.040 osób.  Jest odgrodzona od północy przez miejskie mury, które ją odzielają od wczesnośredniowiecznego i rzymskiego miasta, na wschód od Adygi i na południe od torów kolejowych, nieopodal murów austriackich i murów Borgo Roma, podczas gdy na zachodzie graniczy z dzielnicą San Zeno. Nazwa dzielnicy pochodzi z czasów epoki krótkiego panowania rodu Visconti pod koniec XIV wieku, kiedy została zbudowana cytadela obronna, której nazwę zapożyczył również plac Citadella. Główna ulica w dzielnicy nosi nazwę Corso Porta Nuova (Werona).